# Републик Фрајес Вендланд
Републик Фрајес Вендланд (њем. Republik Freies Wendland) град је у њемачкој савезној држави Доња Саксонија.